# Justis- og beredskapsdepartementet

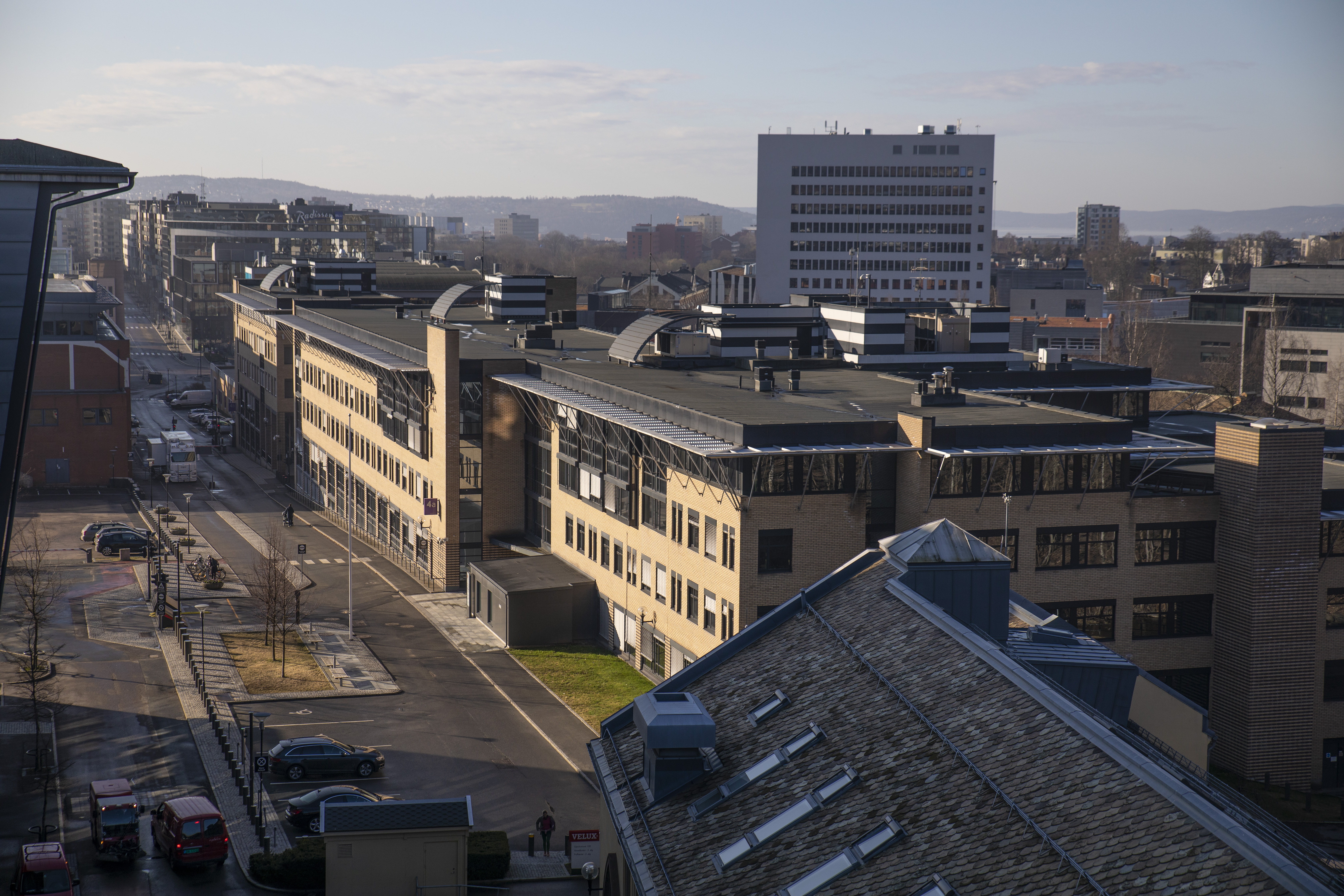
Heutige Unterbringung des Ministeriums

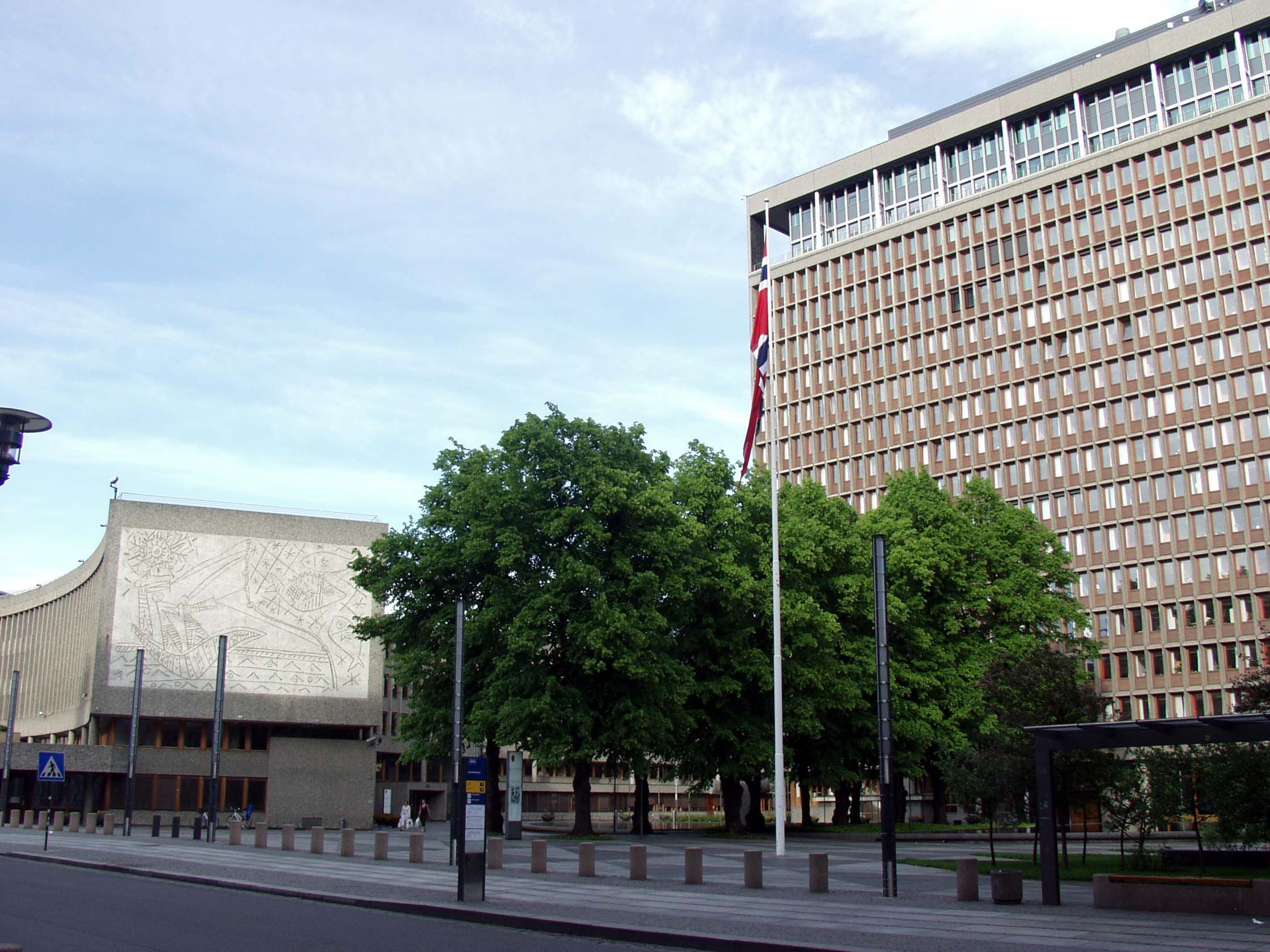
Frühere Unterbringung des Ministeriums

Das Justis- og beredskapsdepartementet (kurz JD, deutsch Ministerium für Justiz und Öffentliche Sicherheit) ist das norwegische Justizministerium. Seit Februar 2025 ist Astri Aas-Hansen von der Arbeiderpartiet die Ministerin für Justiz und Öffentliche Sicherheit.

## Geschichte
Das Justizministerium gehört zu den ältesten Ministerien Norwegens und wurde im März 1814 geschaffen, im November 1814 kam ein weiteres Ministerium hinzu, das ebenfalls für den Bereich Justiz zuständig war. Die Ministerien wurden unter den Namen 2. Departement und 3. Departement, also als Zweites und Drittes Ministerium, geführt. Die Zusammenlegung der beiden Ministerien erfolgte zum 1. Januar 1818 und als neuer Name wurde Justis- og politidepartementet (deutsch: Justiz- und Polizeiministerium) gewählt. Der Name blieb bis Ende 2011 gleich. Sowohl 1818 als auch 1846 gingen mit dem Postwesen, dem Medizinwesen und dem Straßenwesen mehrere größere Zuständigkeitsbereiche an andere Ministerien über. Im Jahr 2010 erhielt das Justizministerium die Zuständigkeit für Einwanderung und Asyl, welche zuvor im Arbeits- und Inklusionsministerium lag.
Nach den Anschlägen in Norwegen 2011 erhielt das Ministerium im Jahr 2012 den Namen Justis- og beredskapsdepartementet. Grund war das von der Regierung Stoltenberg II formulierte Ziel, mehr auf den Bereich der Bereitschaft und öffentlichen Sicherheit zu setzen. Das Ministerium erhielt in diesem Zuge auch neue Aufgabenbereiche im Bereich der Koordinierung der Bereitschaftsverwaltung und der Krisenverwaltung. Da bei den Angriffen auf das Osloer Regierungsviertel der Høyblokken, also das Gebäude, in dem unter anderem das Justizministerium untergebracht war, stark beschädigt wurde, zog das Ministerium anschließend nach Nydalen im Norden der Stadt um.
In der Regierung Solberg wurde im Dezember 2015 ein zweiter Ministerposten im Justizministerium geschaffen und Sylvi Listhaug wurde zur Einwanderungs- und Integrationsministerin ernannt. Im Januar 2018 übernahm sie den Posten als Ministerin für Justiz und Öffentliche Sicherheit und ihr alter Posten wurde wieder abgeschafft. Im Mai 2019 ging der Integrationsbereich an das Bildungsministerium über, wo der Ministerposten zum Bildungs- und Integrationsminister umbenannt wurde. Im Januar 2019 wurde erneut ein zweiter Ministerposten im Justizministerium geschaffen, nun wurde Ingvil Smines Tybring-Gjedde (FrP) Ministerin für öffentliche Sicherheit. Auch dieser Posten wurde noch während der Regierung Solberg im Januar 2020 wieder abgeschafft.

## Organisation
Dem Ministerium nachgeordnet sind unter anderem die Behörde des Sysselmanns für Spitzbergen, die Ausländerbehörde Utlendingsdirektoratet (UDI), der Nachrichtendienst Politiets sikkerhetstjeneste (PST), die Polizeibehörde Politidirektoratet sowie das Direktoratet for samfunnssikkerhet og beredskap (DSB).

## Minister
Im Februar 2025 übernahm Astri Aas-Hansen (Ap) das Amt der Justizministerin von Emilie Enger Mehl (Sp).